# Sebastià Portell i Clar
Sebastià Portell i Clar (Las Salinas, 8 de noviembre de 1992) es un dramaturgo y escritor mallorquín. Desde marzo de 2022 es el presidente de la Asociación de Escritores en Lengua Catalana. Escribe sobre género, sexualidad, dinámicas culturales y el hecho artístico.

## Biografía
Graduado en Publicidad y Relaciones Públicas por la Universidad Pompeu Fabra, en Lengua y Literatura Catalanas por la Universidad Abierta de Cataluña y máster en Construcción y Representación de Identidades Culturales por la Universidad de Barcelona.
Comenzó a publicar en el ámbito de la dramaturgia con La muerte de Margalida, finalista del Premio Padre Colón de Teatro, en 2012, y Un torrente que era el mar, Premio de Teatro Breve Iniciate de Badalona, en 2013. Por otra parte, ha sido director de diversos montajes como Com elles, estrenada en La Seca Espai Brossa con éxito de crítica y público.
En 2014 se adentró en la narrativa con Maracaibo, una recopilación de cuentos muy breves donde las mujeres se convierten en las protagonistas. Al año siguiente, con Jaume C. Pons Alorda y Joan Todó, publicó La búsqueda del flamenco, donde cada uno aportó un relato breve.
En 2016 publicó su primera novela, El día que murió David Bowie, donde narra la historia de un joven gay mallorquín promiscuo, incapaz de amar y que vive una vida desenfrenada, pero con el trasfondo de los prejuicios de su madre, contra quien se rebela. El escritor Albert Forns la definió como «la novela gay más explícita de la literatura catalana».
También ha publicado estudios literarios y es autor de la biografía-entrevista a Antònia Vicens, Demasiadas deudas con las flores (2016). También ha editado la antología Amores sin casa. Poesía LGBTQ catalana (2018), la primera antología de esta temática de la literatura catalana, con autores que van desde Maria Antònia Salvà a Guillem Gavaldà.
En 2018 fue uno de los escritores seleccionados por el Institut Ramon Llull para acudir a la residencia de autores Art Omi de Nueva York, donde se dio a conocer su obra.
Su estilo narrativo ha sido calificado de libertino, provocador e irreverente. Portell ha mostrado preocupación por la sexualidad y el género en la literatura. Afirma sentirse heredero de la literatura catalana y admirador de Biel Mesquida, Antonia Vicens, Blai Bonet y Maria-Mercè Marçal, además de escritores como Virginia Woolf, Oscar Wilde o Tennessee Williams.
Por otro lado, ha coordinado el curso Amors sense casa, sobre literatura LGBTI en la librería Laie, y talleres de escritura creativa para jóvenes y adultos.
También coordina, desde septiembre de 2017, la sección LGTBI de la revista Time Out Barcelona. Asimismo, es socio de PEN Català, y desde mayo de 2017 es vocal de la Asociación de Escritores en Lengua Catalana, y desde marzo de 2022 es el presidente.